# Ames, Nebraska
Ames är en så kallad census-designated place i Dodge County i Nebraska. Vid 2010 års folkräkning hade Ames 24 invånare.